# Francysk Skaryna
Francysk Skaryna (en biélorusse : Францыск Скары́на, Frantsysk Skaryna, parfois Франці́шак Скары́на, Frantsichak Skaryna ; en russe : Франциск Скорина, Frantsisk Skorina ; en polonais : Franciszek Skaryna ; en latin : Franciscus Scorina) est un homme de lettres slavophone du grand-duché de Lituanie (aujourd'hui Biélorussie). Il est célèbre pour avoir été le premier à traduire et à imprimer la Bible en langue slave orientale. Son œuvre a profondément influencé la langue et la littérature biélorusses dont il est souvent considéré comme le précurseur, voire le créateur.

## Biographie
La vie de Skaryna est peu connue ; son nom même traduit les lacunes historiques. En effet, il a été appelé indifféremment Francišak, Francis, Franciszak, Frantsiszak, Francisk, Frantzisk, Francysk ou Gueorgui, Skaryna ou Skoryna. Ses dates de naissance et de décès demeurent inconnues, et on suppose qu'il aurait vu le jour soit en 1486, soit en 1490 et serait mort soit en 1540 soit en 1551. Il est néanmoins avéré qu'il est né à Polotsk, ville historique de l’actuelle Biélorussie.

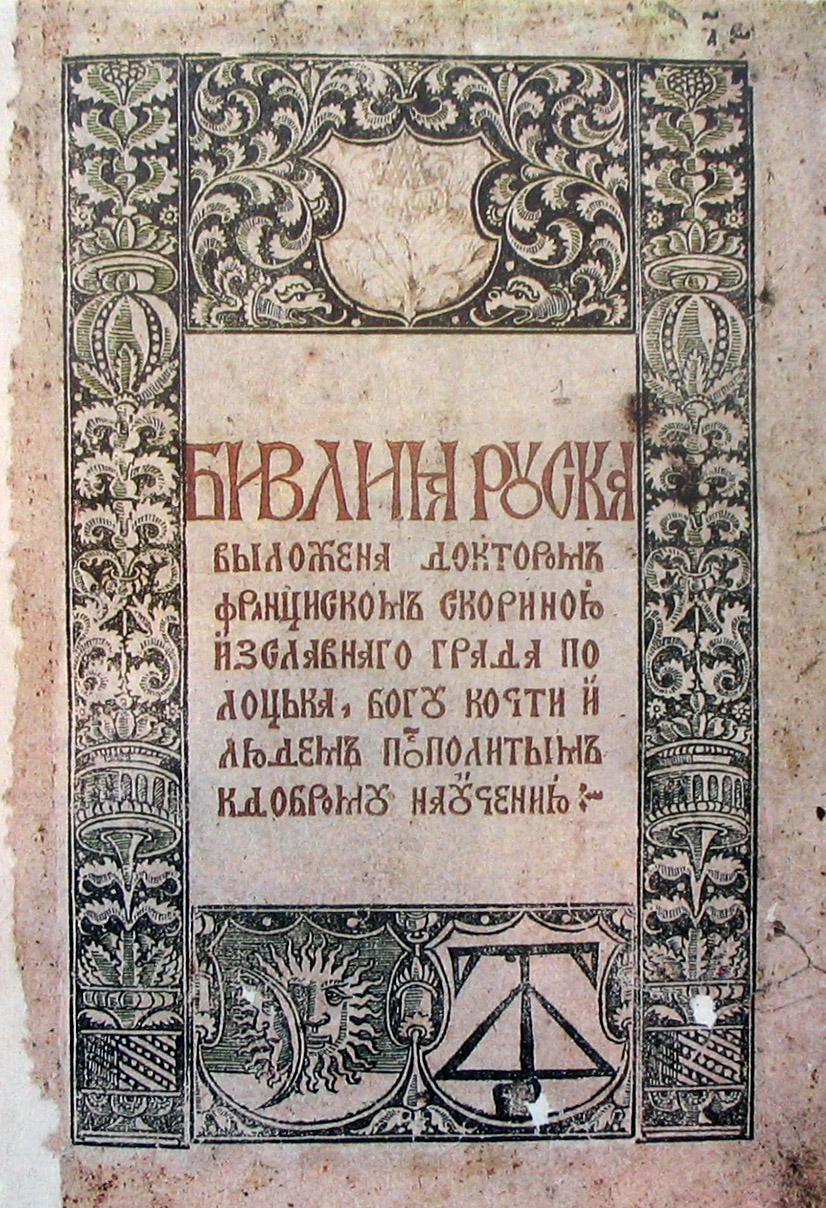
La Bible de Skaryna

Francysk Skaryna, diplômé de l'université de Cracovie en 1504, obtient le baccalauréat ès arts et, en 1509, devient secrétaire à la cour du roi Jean Ier de Danemark. En 1512, il est reçu docteur en médecine à Padoue en Italie.
Soutenu par des mécènes du grand-duché de Lituanie, il fonde une imprimerie à Prague et publie en 1517 son premier livre, Le Psautier, écrit en biélorusse ancien. Entre 1517 et 1519, il édite la Bible qu'il a traduite dans sa langue, en vingt-deux tomes illustrés.
En 1521, Francisk Skaryna s'installe à Wilno et y fonde la première imprimerie en pays slave oriental. Il publie ensuite un Petit Guide de Voyage et son livre Apôtre. Ce dernier, sorti à Wilno en 1525, est publié quarante ans plus tard à Moscou par deux imprimeurs originaires de la future Biélorussie.
Pendant son séjour à Wilno, qui dure près de dix ans, il continue ses occupations d'imprimeur. Il est également secrétaire et médecin de l’évêque de la ville. Voyageant beaucoup, il échappe à un grand incendie à Wilno qui emporte sa femme et son fils et détruit l'imprimerie, tragédie qui survient un an après le décès de son fils aîné.
Francysk Skaryna quitte le grand-duché de Lituanie à la mort de l'évêque de Wilno et s'installe à la cour de l'empereur Ferdinand Ier où il finit ses jours en travaillant selon les uns comme médecin, selon d'autres comme jardinier.

## Francysk Skaryna dans l'actualité biélorusse

### Hommages
Après la fin de l'URSS, la principale avenue de Minsk fut baptisée en honneur de Francysk Skaryna (Praspekt Franciška Skaryny).
Cependant, en 2005, l'avenue est devenue Avenue de l'Indépendance (Praspekt Nezalejnastsi). Le nom de l'imprimeur fut en contrepartie attribué à une rue moins importante (Vulica Skaryny).
La médaille de Francysk Skaryna et la Légion de Francysk Skaryna font partie des titres honorifiques de la Biélorussie.
L'une des universités de Gomel, la bibliothèque principale et l'université de pédagogie de Polotsk, le lycée № 1 de Minsk, l'organisation non gouvernementale de la Communauté de la langue biélorusse, ainsi que d'autres organisations portent aujourd'hui son nom.
Des monuments en son honneur existent à Polotsk, Minsk, Kaliningrad et Prague.

### Objet de controverses
Étant donné l'importance considérable de Francysk Skaryna dans les origines de la littérature et la culture biélorusses, il est inévitable que son souvenir soit objet de discours et de polémiques. Le président biélorusse Alexandre Loukachenko a notamment déclaré : « Skaryna n'était pas seulement un Biélorusse, il avait également vécu à Saint-Pétersbourg. Et il y a travaillé. Les Russes en parlent avec fierté... » Cependant, la ville de Saint-Pétersbourg a été fondée 150 ans après la mort de l'imprimeur.